# Circuit Strijen
Circuit Strijen (ook wel bekend als SHW Skelterclub Hoekse Waard of Kartbaan Strijen) in Strijen is een circuit voor karting.
De baan is 650 meter lang, en 6,5 meter breed.
Het ronderecord is 28,7 seconde en het gemiddelde snelheidsrecord is 80 km/u.
Alleen karts met tweetaktmotoren zijn hier toegestaan.